# Georges Schroeder (atleet)
Georges Schroeder (Sint-Truiden, 17 februari 1950) is een voormalige Belgische atleet, die was gespecialiseerd in het kogelstoten en discuswerpen. Hij werd elfmaal Belgisch kampioen kogelstoten en veertienmaal kampioen discuswerpen. Hij was actief in de jaren zeventig en tachtig van de 20e eeuw.

## Biografie

### Rotatietechniek
Schroeder was een van de eerste werpers die bij het kogelstoten de rotatietechniek toepaste. Hij kwam ertoe om deze techniek te adopteren toen hij, studerend voor het licentiaat Lichamelijke Opvoeding aan de Katholieke Universiteit Leuven, in 1972 het krantenartikel tegenkwam "Rus werpt kogel als discus". Schroeder: "Dat was Alexander Baryschnikov. Mijn studiegenoten haalden mij over dat ook eens te proberen. Reeds na de eerste training was ik zeer tevreden, daar ik de voordelen had van 8 jaar discustraining."

### Selfmade man
Schroeder, die lid was van R.F.C. Luik (na eerst een tijd bij Waterschei Atletiekclub te hebben getraind), was voor wat betreft zijn trainingen vrijwel uitsluitend op zichzelf aangewezen. "Ik heb geen persoonlijke trainer en ook geen bondstrainer, daar in België geen bondstrainingen voor kogel of discus meer gehouden worden. Aan de universiteit van Leuven, waar ik studeer, heb ik zeer goede installaties zoals powerzaal (krachttraining, gewichtstraining), turnzaal, indoorkogelstoten, ter beschikking. Hier zorgt Rene Didden voor de werpersgroep van de universiteit. Tijdens de zomervakantie ga ik bij mijn clubtrainer Serge Campagner van de R.F.C. Luik trainen, 1 of 2 maal per week gedurende 8 weken," aldus Schroeder in 1974.

### Records
Schroeder verbeterde op beide werpnummers verschillende malen de nationale records. Het kogelstootrecord stelde hij op 30 mei 1976 in Heizel definitief bij tot 19,34 m. Dit record staat nog altijd (peildatum sept. 2019). Later dat jaar nam hij ook deel aan de Olympische Spelen van Montréal. Op zowel het kogelstoten en discuswerpen sneuvelde hij in de kwalificatieronde met respectievelijk 18,33 en 54,80 m.

## Belgische kampioenschappen
| Onderdeel    | Jaar                                                                               |
| ------------ | ---------------------------------------------------------------------------------- |
| kogelstoten  | 1972, 1973, 1974, 1975, 1976, 1977, 1978, 1979, 1980, 1981, 1983                   |
| discuswerpen | 1970, 1971, 1972, 1973, 1974, 1976, 1977, 1978, 1979, 1980, 1981, 1983, 1985, 1987 |

## Persoonlijke records
| Onderdeel            | Prestatie       | Datum           | Plaats  |
| -------------------- | --------------- | --------------- | ------- |
| kogelstoten          | 19,34 m (NR)    | 30 mei 1976     | Brussel |
| kogelstoten (indoor) | 17,53 m (ex-NR) | 31 januari 1975 |         |
| discuswerpen         | 60,46 m (ex-NR) | 12 mei 1976     | Vorst   |

## Palmares

### kogelstoten
- 1972:  BK AC - 17,27 m
- 1973:  BK AC - 17,71 m
- 1974:  BK AC - 17,50 m
- 1975:  BK AC - 17,27 m
- 1976:  BK AC - 18,07 m
- 1976: 18e kwalificaties OS in Montréal - 18,33 m
- 1977:  BK AC - 19,07 m
- 1978:  BK AC - 17,77 m
- 1979:  BK AC - 18,10 m
- 1980:  BK AC - 17,90 m
- 1981:  BK AC - 17,21 m
- 1982:  BK AC - 16,36 m
- 1983:  BK AC - 16,74 m

### discuswerpen
- 1970:  BK AC - 53,16 m
- 1971:  BK AC - 53,76 m
- 1972:  BK AC - 55,56 m
- 1973:  BK AC - 56,82 m
- 1974:  BK AC - 54,60 m
- 1976:  BK AC - 56,24 m
- 1976: 26e kwalificaties OS in Montréal - 54,80 m
- 1977:  BK AC - 55,62 m
- 1978:  BK AC - 55,64 m
- 1979:  BK AC - 55,04 m
- 1980:  BK AC - 51,36 m
- 1981:  BK AC - 53,22 m
- 1982:  BK AC - 50,42 m
- 1983:  BK AC - 50,82 m
- 1985:  BK AC - 52,14 m
- 1987:  BK AC - 48,48 m